# Toxomerus pichinchae
Toxomerus pichinchae är en tvåvingeart som beskrevs av Gerdes 1974. Toxomerus pichinchae ingår i släktet Toxomerus och familjen blomflugor.
Artens utbredningsområde är Ecuador. Inga underarter finns listade i Catalogue of Life.